# Rozkoš (Průhonice)
Rozkoš je součástí obce Průhonice v okrese Praha-západ. Nachází se západně od Průhonic těsně u hranic Prahy podél silnice III/0032 na Hrnčíře. V budoucnosti[kdy?] má nedaleko Rozkoše vést Vestecká spojka, která výrazně urychlí dopravu do hlavního města.
Část zástavby se nachází v katastrálním území Zdiměřic – jedná se konkrétně o ulice V Podlesí, V Zátiší, Vilová a Za Rozkoší.

## Historie
První písemná zmínka o vesnici pochází z roku 1720.